# Brandersfeesten
De Brandersfeesten zijn een jaarlijks terugkerend evenement in de Zuid-Hollandse stad Schiedam. Het wordt gehouden in het laatste weekend van de maand september.
in 1984 werd op initiatief van de middenstand van Schiedam een grote braderie gehouden. Dit bleek succesvol en men riep een commissie in het leven die de braderie voortaan zou organiseren. Aangezien een groot gedeelte van de braderie is gesitueerd in de voormalige Brandersbuurt, gaf men de braderie voortaan de naam 'Brandersfeesten'.
De Brandersfeesten groeiden tot een festival, dat zo’n 300.000 bezoekers trekt van binnen en buiten Schiedam.
Enkele vaste onderdelen zijn:
- braderie
- gondelvaart op de zaterdagavond
- live muziek in de hele stad(vanaf 2024 onder de naam Schiedam Centrum, live on Stage)
- wateractiviteiten
- Shantykorenfestival
- Stookmarathon (in het Jenevermuseum sinds 2011, in 2015 vervangen door het Stokers-evenement)
- Jeneverroute
- Kermis op het stadserf(vanaf 2024 ook in het voorjaar)
- Zwemtocht voor Spieren voor spieren(sinds 2013)
- Vuurwerk op de zondagavond als afsluiting
- Modelspoorbaan in de Passage(sinds 2013)

In 2020, 2021 en 2023 waren er geen Brandersfeesten. In 2020 en 2021 werden de Brandersfeesten afgelast vanwege de coronapandemie die in 2020 uitbrak. De zwemtocht zou in 2020 eerste instantie wel doorgaan, maar werd op het laatste moment eveneens afgelast. Ook in 2023 gingen de Brandersfeesten niet door, ditmaal omdat het bestuur opstapte vanwege de strengere veiligheidseisen die in 2022 werden gesteld. Hierdoor kon het bestuur de druk niet meer aan. Er kon niet op tijd een nieuw bestuur worden gevormd waardoor de feesten niet konden worden georganiseerd. Als alternatief voor de Brandersfeesten werd dat jaar in het weekend waarin deze zouden plaatsvinden(het laatste weekend van de maand september), het evenement "Schiedam Centrum, live on stage" georganiseerd, een muziekevenement waarbij in de kroegen en op de terrassen livemuziek werd gespeeld. Hierbij beef ook de kermis op het stadserf behouden. Uiteindelijk lukte het in oktober 2023 dan toch om een nieuw bestuur te vormen voor de Brandersfeesten, zodat deze in 2024 weer konden worden voortgezet. Hierbij keerde ook het evenement "Schiedam Centrum, live on stage" uit 2023 terug. Ook de kermis op het Stadserf keerde terug.
Sinds 2024 vindt de Kermis op het Stadserf twee keer per jaar plaats, in september, tijdens de Brandersfeesten en in maart, als Voorjaarskermis. Voorheen was de Voorjaarskermis een apart evenement dat tot 2019 plaatsvond op het Bachplein en in 2022 en 2023 op de Buitenhavenweg.